# Varazdat Harojan
Varazdat Harojan (arménsky Վարազդատ Հարոյան; * 24. srpna 1992, Jerevan) je arménský fotbalista a reprezentant, který působí na postu obránce.

## Klubová kariéra
Je odchovancem Pjuniku Jerevan. V roce 2008 okusil první arménskou ligu v dresu klubu Patani. Za A-mužstvo Pjuniku debutoval v roce 2009 v utkání proti Gandzasar FC. S klubem získal tituly v lize a poháru a také triumfy v arménském Superpoháru.

## Reprezentace
Harojan má za sebou starty za mládežnické výběry Arménie v kategoriích do 19 a 21 let.
V A-mužstvu Arménie debutoval 10. srpna 2011 proti domácí Litvě v přátelském zápase v Kaunasu. Nastoupil v základní sestavě, ale utkání se mu nevydařilo. Dostal žlutou kartu a v 58. minutě byl navíc vyloučen. Arménie prohrála 0:3. Druhou šanci dostal 28. února 2012 v zápase proti Srbsku (během turnaje Cyprus Tournament 2012), utkání skončilo porážkou Arménie 0:2.